# Авиталь, Дорон
Дорон Авиталь (ивр. דורון שלום אביטל‎; род. 22 января 1959 года, молодёжная деревня Брит-Ахим, Израиль) — израильский военный и политик, депутат кнессета 18-го созыва от партии «Кадима».

## Биография
Дорон Авиталь родился в 1959 году в молодёжной деревне Брит-Ахим, рядом с мошавом Бустан-ха-Галиль. Служил в Армии обороны Израиля, в 1992-1994 годах возглавлял подразделение «Сайерет Маткаль». Вышел в отставку в звании подполковника.
Получил степень бакалавра в области математики и информатики (Тель-Авивский университет), затем с отличием получил степень магистра в области истории и философии (Тель-Авивский университет). Имеет степень доктора философии в области логики и философии (Колумбийский университет).
Перед выборами в кнессет 18-го созыва занял тридцать второе место в партийном списке «Кадимы», в кнессет не прошёл, так как партия получила только двадцать восемь мандатов. Однако, когда в марте 2011 года умер депутат Зеэв Бойм, Авиталь сменил его в кнессете. Он вошел в состав законодательной комиссии и в лобби для продвижения решения о двух государствах и разделения между Израилем и палестинцами.
Авиталь живет в Тель-Авиве, владеет ивритом.